# Aristo de Ceos
Aristo de Ceos (/əˈrɪstoʊ/; em grego clássico: Ἀρίστων ὁ Κεῖος; fl. c.  225 a.C.) foi um filósofo peripatético e natural da ilha de Ceos. Sua cidade natal era Ioulis. Não se deve confundi-lo com Aristo de Quio, um estoico do século III a.C.

## Carreira
Aristo foi aluno de Lyco, que sucedera Estrato como chefe da Escola Peripatética por volta de 269 a.C. Após a morte de Lyco (c. 225), Aristo provavelmente o sucedeu na liderança da escola. Embora tenha sido, conforme Cícero, um homem de gosto e elegância, faltavam-lhe gravidade e energia, o que impediu que seus escritos alcançassem a popularidade que poderiam ter tido. Isso pode ter sido uma das razões pelas quais foram negligenciados e se perderam.
Com base nos poucos fragmentos existentes, parece que suas visões filosóficas seguiam de perto as de seu mestre Lyco. Diógenes Laércio, após enumerar as obras de Aristo de Quio, diz que Panécio e Sosícrates atribuíram todas essas obras, exceto as cartas, a Aristo de Ceos. Não é possível determinar se essa atribuição é correta. De qualquer modo, uma dessas obras, Conversas sobre o Amor, é atribuída repetidamente a Aristo de Ceos por Ateneu. Uma obra de Aristo não mencionada por Diógenes Laércio recebia o título Lyco, em gratidão ao seu mestre. Há também dois epigramas na Antologia Grega que costumam ser atribuídos a Aristo de Ceos, embora não haja evidência que confirme sua autoria.